# Здравеопазване във Варна
Варна е главен здравен център в Източна България. В града са изградени здравни заведения от всички области на медицината и се подготвят медицински кадри за степените „бакалавър“, „магистър“ и „доктор“ в 2 медицински висши училища – Медицинския университет „Проф. Параскев Стоянов“ и Медицинския колеж.

## Медицинско образование

### Медицински университет
Медицинският университет „Проф. д-р Параскев Стоянов“ е основан на 1 октомври 1961 г. като Висш медицински институт. Днес той е основен учебен, научен и лечебен център в областта на медицинските науки в Североизточна България и Черноморския регион. Подготвя студенти в специалностите „Медицина“, „Дентална медицина“, „Здравен мениджмънт“ и „Здравни грижи“. От създаването си е подготвил за лекари 8351 българи и 977 чужденци от 45 страни.

### Медицински колеж
Медицинският колеж е създаден през 1942 г. като училище за медицински сестри. През 1945 г. в града се разкрива и училище за акушерки. През 1954 г. двете училища се обединяват. В новото учебно заведение постепенно се разкриват нови специалности, сред които „Санитарен инспектор“, „Рентгенов лаборант“, „Медицински лаборант“, „Фармация“ и „Зъботехника“. През 1997 г. се преименува в Медицински колеж. В него се обучават понастоящем студенти по 7 специалности.

## Здравеопазване
Варна обслужва със спешна помощ Северното Българско Черноморие, както и Североизточна България. В града функционират:
- 2 АГ болници и
- една от двете в страната специализирани клиники по изгаряния и отравяния (другата е в института „Пирогов“ в София), която се намира във Военноморската болница, специализирана и като болница на НАТО.

Сред по-големите здравни заведения са също:
- „Св. Марина“, терапевтичен блок за многопрофилно лечение;
- Първа Клиника по Хирургия – Клиника по коремна, детска, еднодневна и миниинвазивна хирургия към УМБАЛ Св. Марина;
- „Св. Анна“, известна като Окръжна болница, с диагностичен блок и спешна помощ,
- няколко поликлиники,
- психодиспансер,
- очна клиника,
- УНГ клиника,
- диспансер по кожни и венерически заболявания и
- други здравни учреждения.

## Наука и медицина
В периода 1959 – 2009 г. изключителен принос за развитието на град Варна и региона като курортен център изиграват основаният през 1959 г. варненски филиал на Научния институт по курортология, физиотерапия и рехабилитация (НИКФР) – София, и неговият дългогодишен ръководител проф. Стамат Николов Стаматов. Той ръководи филиала от 1962 г. След създаването на Медицинската академия иститутът е включен в нейния състав, а варненският му филиал – като клиника по морелечение, физиотерапия и рехабилитация в състава на Катедрата по вътрешни болести на Висшия медицински институт във Варна.
През 1986 г. в терапевтичната болница във Варна е създадено отделение по физикална терапия и рехабилитация към Учебно-научен сектор „Физиотерапия, морелечение и рехабилитация“, който в периода 1962 – 1972 г. се ръководи отново от проф. Стаматов. Клиниката изиграва важна роля за научното изследване на биоклиматичните и другите курортни ресурси на крайбрежието и оценка на техния профилактичен и лечебен потенциал, с оглед на по-нататъшното развитие на крайморското курортно дело. В резултат на това са изяснени редица въпроси, свързани с таласолечението и таласотерапията. На базата на огромна клинико-експериментална работа и клинични наблюдения са разработени важни за науката и практиката дозиметрични методики, намерили широко приложение в курортната практика. Допълнена е и изяснена индикационната листа за морелечение по нашето крайбрежие на редица социалнозначими заболявания, като хипертонична болест, исхемична болест на сърцето, ранна атеросклероза, хроничен бронхит, бронхиална астма и други. Основните научни трудове на проф. Стаматов – „Разумно използване на слънцето и морето“, София, 1959; „Морелечение“, София, 1962, 1973, Варна, 1996; „Климатичните и балнеолечебни ресурси на Българското Черноморие и възможностите за разширяване на ваканционния и лечебния туризъм“, Варна, 1968; „Балнеобиоклиматология и лечебен туризъм“, Варна, 1973; „Балнеология и лечебен туризъм“, София, 1984; „Физиопрофилактика“, София, 1975; „Морелечение и здраве“, София, 1984; „Морепрофилактика“, София, 1986; „Специализирани туристически продукти на България“, Варна, 2002; „Здраве чрез морето“, Варна, 2009 и др., и до днес не са загубили своята актуалност и са ценни ръководства. Голямо признание за приноса на Медицинския университет – Варна е провеждането на Първия национален конгрес по физиотерапия, курортология и рехабилитация, Варна, 17 – 20 октомври 1972 г., в Международния дом на учените във варненския курорт Св. св. Константин и Елена.